# Biuro Detektywistyczne Lassego i Mai
Biuro Detektywistyczne Lassego i Mai (szw. LasseMajas detektivbyrå) – szwedzki cykl książek dla dzieci napisanych przez Martina Widmarka, ilustrowanych przez Helenę Willis. 
Seria opowiada przygody dwojga dzieci – Lassego i Mai, którzy żyją w małym miasteczku Valleby i, prowadząc swoje biuro detektywistyczne, pomagają komisarzowi policji rozwiązywać rozmaite zagadki.
Na motywach książek powstały filmy pełnometrażowe. Obok serii książek, są również gry, puzzle itp. Popularną serię książek o przygodach Lassego i Mai wydaje poznańskie Wydawnictwo Zakamarki.

## Książki
Do tej pory ukazały się następujące książki:
| L.p. | Tytuł polski         | Tytuł oryginalny     | Rok pierwszego wydania w Szwecji | Rok pierwszego wydania w Polsce |
| ---- | -------------------- | -------------------- | -------------------------------- | ------------------------------- |
| 1    | Tajemnica diamentów  | Diamantmysteriet     | 2002                             | 2008                            |
| 2    | Tajemnica hotelu     | Hotellmysteriet      | 2000                             | 2008                            |
| 3    | Tajemnica cyrku      | Cirkusmysteriet      | 2003                             | 2009                            |
| 4    | Tajemnica kawiarni   | Cafémysteriet        | 2003                             | 2009                            |
| 5    | Tajemnica mumii      | Mumiemysteriet       | 2004                             | 2009                            |
| 6    | Tajemnica kina       | Biografmysteriet     | 2004                             | 2009                            |
| 7    | Tajemnica pociągu    | Tågmysteriet         | 2005                             | 2010                            |
| 8    | Tajemnica gazety     | Tidningsmysteriet    | 2006                             | 2010                            |
| 9    | Tajemnica szkoły     | Skolmysteriet        | 2006                             | 2010                            |
| 10   | Tajemnica złota      | Guldmysteriet        | 2006                             | 2010                            |
| 11   | Tajemnica szafranu   | Saffransmysteriet    | 2006                             | 2011                            |
| 12   | Tajemnica zwierząt   | Zoomysteriet         | 2007                             | 2011                            |
| 13   | Tajemnica biblioteki | Biblioteksmysteriet  | 2007                             | 2011                            |
| 14   | Tajemnica meczu      | Fotbollsmysteriet    | 2008                             | 2011                            |
| 15   | Tajemnica kościoła   | Kyrkomysteriet       | 2008                             | 2025                            |
| 16   | Tajemnica miłości    | Kärleksmysteriet     | 2009                             | 2012                            |
| 17   | Tajemnica galopu     | Galoppmysteriet      | 2009                             | 2012                            |
| 18   | Tajemnica kempingu   | Campingsmysteriet    | 2010                             | 2012                            |
| 19   | Tajemnica szpitala   | Sjukhusmysteriet     | 2011                             | 2013                            |
| 20   | Tajemnica pływalni   | Simborgarmysteriet   | 2012                             | 2013                            |
| 21   | Tajemnica urodzin    | Födelsedagsmysteriet | 2012                             | 2014                            |
| 22   | Tajemnica wyścigu    | Cykelmysteriet       | 2013                             | 2014                            |
| 23   | Tajemnica pożarów    | Brandkårsmysteriet   | 2014                             | 2015                            |
| 24   | Tajemnica więzienia  | Fängelsemysteriet    | 2015                             | 2016                            |
| 25   | Tajemnica mody       | Modemysteriet        | 2016                             | 2017                            |
| 26   | Tajemnica zamku      | Slottsmysteriet      | 2017                             | 2018                            |
| 27   | Tajemnica srebra     | Silvermysteriet      | 2018                             | 2019                            |
| 28   | Tajemnica Filmu      | Filmmysteriet        | 2019                             | 2020                            |
| 29   | Tajemnica detektywa  | Detektivmysteriet    | 2020                             | 2021                            |
| 30   | Tajemnica dancingu   | Musikmysteriet       | 2021                             | 2022                            |
| 31   | Tajemnica maskarady  | Maskeradmysteriet    | 2022                             | 2023                            |
| 32   | Tajemnica dinozaura  | Dinosauriemysteriet  | 2023                             | 2024                            |

### Cykl Święta w Valleby
| Lp. | Tytuł polski            | Tytuł oryginalny                        | Rok pierwszego wydania w Szwecji | Rok pierwszego wydania w Polsce | ISBN                   |
| --- | ----------------------- | --------------------------------------- | -------------------------------- | ------------------------------- | ---------------------- |
| 1   | Wielka awaria prądu     | Jul i Valleby. Det stora strömavbrottet | 2019                             | 2022                            | ISBN 978-83-7776-236-3 |
| 2   | Niespodziewane prezenty | Jul i Valleby. Oväntade julklappar      | 2020                             | 2023                            | ISBN 978-83-7776-253-0 |

### Książki poza serią
| L.p. | Tytuł polski                                                 | Tytuł oryginalny                        | Rok pierwszego wydania w Szwecji | Rok pierwszego wydania w Polsce |
| ---- | ------------------------------------------------------------ | --------------------------------------- | -------------------------------- | ------------------------------- |
| 1    | Brązowa księga. Detektywistyczne łamigłówki Lassego i Mai    | Bronsboken. LasseMajas kluriga uppdrag  | 2007                             | 2008                            |
| 2    | Srebrna księga. Detektywistyczne łamigłówki Lassego i Mai    | Silverboken. LasseMajas kluriga uppdrag | 2007                             | 2009                            |
| 3    | Pamiętnik detektywa                                          | Kompisboken                             | 2006                             | 2010                            |
| 4    | Złota księga. Detektywistyczne łamigłówki Lassego i Mai      | Guldboken. LasseMajas kluriga uppdrag   | 2008                             | 2012                            |
| 5    | Wakacje z Lassem i Mają. Co się nie zgadza?                  | LasseMajas sommarbok                    | 2016                             | 2017                            |
| 6    | Teatr z Lassem i Mają                                        | LasseMajas teaterbok                    | 2017                             | 2018                            |
| 7    | Diamentowa księga. Detektywistyczne łamigłówki Lassego i Mai | Diamantboken. LasseMajas kluriga uppdra | 2009                             | 2019                            |
| 8    | Wielka księga Lassego i Mai                                  | Stora boken om LasseMajas Detektivbyrå  | 2022                             | 2024                            |

### Komiksy
| Lp. | Tytuł polski                           | Tytuł oryginalny                                                          | Rok pierwszego wydania w Szwecji | Rok pierwszego wydania w Polsce | ISBN                   |
| --- | -------------------------------------- | ------------------------------------------------------------------------- | -------------------------------- | ------------------------------- | ---------------------- |
| 1   | Sabotaż w punkcie skupu i inne komiksy | Vem är pantsabotören? & Jakten på handbollspokalen                        | 2020                             | 2021                            | ISBN 978-83-7776-213-4 |
| 2   | Zielona dywersja i inne komiksy        | Ett grönt brott & Iskallt brott                                           | 2020                             | 2022                            | ISBN 978-83-7776-225-7 |
| 3   | Skradzione muffinki i inne komiksy     | Vem har tagit Leopolds muffins? & Klarar Lasse och Maja att rädda tårtan? | 2020                             | 2023                            | ISBN 978-83-7776-249-3 |

## Serial telewizyjny oraz filmy
W 2006 roku powstał 24-odcinkowy serial Biuro Detektywistyczne Lassego i Mai. Natomiast w latach 2013–2022 powstała seria filmowa zawierająca filmy:
- Biuro Detektywistyczne Lassego i Mai. Sekret rodziny von Broms
- Biuro Detektywistyczne Lassego i Mai. Cienie nad Valleby
- Biuro Detektywistyczne Lassego i Mai. Stella Nostra[5][6][7].
- Biuro Detektywistyczne Lassego i Mai. Pierwsza Tajemnica
- Biuro Detektywistyczne Lassego i Mai. Rabuś z pociągu
- Biuro Detektywistyczne Lassego i Mai. Tajemnica Skorpiona[8]